# Stazione di Cardiff Queen Street
La stazione di Cardiff Queen Street (in inglese Cardiff Queen Street railway station, in gallese Caerdydd Heol y Frenhines) è un'importante stazione ferroviaria di Cardiff, Regno Unito.